# FURUSATO
『FURUSATO』（ふるさと）は、日本のフォークデュオ・ゆず通算9作目のオリジナルアルバム。2009年10月7日にセーニャ・アンド・カンパニーより発売された。

## 概要
初回限定盤、通常盤の2形態で発売。ともに紙のケースに入っており、初回限定盤はデジパック仕様となっている。アートディレクターは森本千絵。
前作『WONDERFUL WORLD』から約1年6か月ぶりのアルバム。2009年、精力的に活動してきたゆずの集大成となるアルバムとなっている。北川悠仁曰く「『虹』がこのアルバムの核となっていて、だからこそ『逢いたい』や『いちご』が作れた」とのこと。
本アルバムは短い曲がなく、インストゥルメンタル曲を除くと4分以下の曲が1曲も収録されていない。また、インストゥルメンタル曲が3曲も収録されており、こちらは全て1分以下となっている。
オリコン週間ランキングで初登場1位を獲得。初動セールスは前作を上回った。

## 収録曲
- 全編曲・プロデュース：蔦谷好位置 & ゆず（#4, #7, #11, #12, #14除く）

1. Overture 〜FURUSATO〜 [0:58]
  - 作曲：蔦谷好位置

インストゥルメンタル曲。次トラックと音が繋がっている。
2. 虹 (Album Version) [5:49]
  - 作詞・作曲：北川悠仁 / 弦編曲：弦一徹

29thシングルのアルバムバージョン。
シングルバージョンとはアウトロの長さが変わり、アレンジも大幅に変わっている。
北川は、この曲をアルバムの核だと言っている。
3. 逢いたい [4:58]
  - 作詞・作曲：北川悠仁 / 弦編曲：弦一徹

27thシングル。
4. 二つの言葉 [4:38]
  - 作詞・作曲：岩沢厚治 / 編曲・プロデュース：島健 & ゆず

10年前から作り始めて、10年かかって作った曲だという。
5. Interlude 〜フルーツ☆パラダイス〜 [0:20]
  - 作曲：蔦谷好位置

インストゥルメンタル曲。
サンプリングで入っているトビラの音はSAKURA STUDIOのトイレの扉の音。
6. いちご [4:20]
  - 作詞・作曲：北川悠仁

28thシングル。
7. スーパーマン [4:18]
  - 作詞・作曲：岩沢厚治 / 編曲・プロデュース：寺岡呼人 & ゆず

日本テレビ系列『ズームイン!!SUPER』『ズームイン!!サタデー』2009年夏のお天気テーマソング[3]。
8. はるか [4:42]
  - 作詞・作曲：北川悠仁 / 弦編曲：弦一徹

NHK-BS2『この空を見ていますか 〜ゆず アフリカの子どもたちへ〜』で2008年に北川がアフリカを訪れた際に制作した楽曲。この曲の着うたフルは2009年5月30日よりオフィシャルモバイルサイトにて期間限定で配信された[4]。この曲の印税はワンダフルワールド基金の活動に使われた。
9. Yesterday and Tomorrow [4:38]
  - 作詞：北川悠仁 / 作曲：北川悠仁・蔦谷好位置 / 弦編曲：蔦谷好位置 (agehasprings)

25thシングル。表記はないが新録バージョン。アルバムの中で浮いてしまったため、録り直したという。
10. シシカバブー [4:43]
  - 作詞・作曲：ゆず

26thシングル。
11. レストラン [4:10]
  - 作詞・作曲：北川悠仁 / 編曲・プロデュース：寺岡呼人 & ゆず
12. ゼンマイ [4:47]
  - 作詞・作曲：岩沢厚治 / 編曲・プロデュース：寺岡呼人 & ゆず / 管編曲：山本拓夫

ドラムはMr.Childrenの鈴木英哉が演奏している。
13. Interlude 〜はるかな旅路〜 [0:36]
  - 作曲：北川悠仁

インストゥルメンタル曲。
14. みらい [6:17]
  - 作詞・作曲：ゆず / 編曲・プロデュース：武部聡志 & ゆず / 弦編曲：武部聡志

27thシングル「逢いたい」カップリング曲。
カップリング曲がオリジナルアルバムに収録されるのは、『ユズモア』収録の「みぞれ雪」以来約7年半ぶりである。

## 参加ミュージシャン
- ゆず
  - 北川悠仁：Vocal, Acoustic Guitar, Tambourine
  - 岩沢厚治：Vocal, Acoustic Guitar, Harp
- 蔦谷好位置 (agehasprings)：Programming (#1 - #3, #5, #6, #9, #10, #13), All other instruments (#1 - #3, #9, #10, #13), All Fruits (#5), All other sparking (#6), Acoustic Piano (#8)
- 始まりの地：SE (#1)
- 弦一徹ストリングス：Strings (#2. #3, #8, #9, #14)
- 松原“マツキチ”寛：Drums (#3, #6, #9, #10)
- 大神田智彦：Bass (#3)
- 島健：Electric Piano (#4)
- 納浩一：Bass (#4)
- 小池修：Soprano Sax (#4)
- 種子田健：Bass (#6)
- 百田留衣 (agehasprings)：Electric Guitar (#6)
- 河村“カースケ”智康：Drums (#7)
- 美久月千晴：Bass (#7, #14)
- 中西康晴：Piano (#7)
- 上杉洋史：Keyboards (#7, #12)
- 秋山浩徳：Electric Guitar (#7)
- 濱田晃弘：Manipulator (#7, #11, #12)
- 石川具幸：Bass (#9, #10)
- 川崎太一朗：Trumpet (#10)
- 加藤雄一郎：Sax (#10)
- 大澤拓也：Electric Sitar (#10)
- ガラスのコーラス隊：Chorus (#10)
- 宮田繁男：Drums (#11)
- 高水健司：Bass (#11)
- 伊藤隆博：Electric Piano (#11), Organ (#11, #12)
- 鈴木英哉 (Mr.Children)：Drums (#12)
- 寺岡呼人：Bass (#12), Electric Guitar (#12)
- 西村浩二：Trumpet (#12)
- 山本拓夫：Sax (#12)
- 村田陽一：Trombone (#12)
- 武部聡志：Piano (#14), Organ (#14)
- 小田原豊：Drums (#14)
- 鳥山雄司：Electric Guitar (#14)
- 横浜市民のみなさん：Chorus (#14)
- 山中雅文：Manipulator (#14)